# Phrurolithus debilis
Phrurolithus debilis is een spinnensoort uit de familie van de Phrurolithidae.
De wetenschappelijke naam van de soort werd in 1940 gepubliceerd door Willis John Gertsch & Louie Irby Davis.